# Jürg Wenger
Jürg Wenger es un deportista suizo que compitió en skeleton. Ganó una medalla de oro en el Campeonato Mundial de Skeleton de 1995.

## Palmarés internacional
| Campeonato Mundial | Campeonato Mundial    | Campeonato Mundial | Campeonato Mundial |
| Año                | Lugar                 | Medalla            | Prueba             |
| ------------------ | --------------------- | ------------------ | ------------------ |
| 1995               | Lillehammer (Noruega) | Medalla de oro     | Individual         |